# التسويق والذكاء الاصطناعي
يلتقي مجالي التسويق والذكاء الاصطناعي في النظم التي تساعد في مجالات مثل التنبؤ بالسوق، وأتمتة العمليات واتخاذ القرار، إلى جانب زيادة كفاءة المهام التي عادة ما يؤديها البشر. يمكن تفسير العلم وراء هذه النظم من خلال الشبكات العصبونية ونظم الخبير وهي برامج حاسوبية تعالج المدخلات وتوفر مخرجات قيّمة للمسوقين.
يمكن تطبيق نظم الذكاء الاصطناعي النابع من تكنولوجيا الحوسبة الاجتماعية لفهم الشبكات الاجتماعية على شبكة الإنترنت. يمكن استخدام تقنيات التنقيب في البيانات لتحليل أنواع مختلفة من الشبكات الاجتماعية. يعمل هذا التحليل على مساعدة المسوق في تحديد الجهات الفاعلة أو العقد المؤثرة داخل الشبكات، وهي المعلومات التي يمكن تطبيقها آنذاك لاتخاذ نهج تسويقي اجتماعي حضاري.

## شبكات عصبونية اصطناعية
تعد الشبكة العصبونية الاصطناعية شكل من أشكال برنامج الحاسوب على غرار الدماغ والجهاز العصبي للإنسان. تتألف الشبكات العصبية من سلسلة من عصبونات معالجة مترابطة تعمل في انسجام لتحقيق نتائج معينة. باستخدام «أساليب التعلم بالتجربة والخطأ على غرار الإنسان، تكتشف الشبكات العصبونية الأنماط الموجودة داخل مجموعة البيانات وتتجاهل البيانات غير المهمة مع التأكيد على البيانات الأكثر تأثيرًا».
من منظور تسويقي، فإن الشبكات العصبونية هي شكل من أشكال أداة البرامج المستخدمة للمساعدة في اتخاذ القرار. تعتبر الشبكات العصبونية فعالة في جمع المعلومات واستخراجها من مصادر البيانات الكبيرة، ولها القدرة أيضًا على تحديد السبب والأثر في البيانات. تحدد هذه الشبكات العصبونية من خلال عملية التعلم، العلاقات والروابط بين قواعد البيانات. يمكن الاعتماد على الشبكات العصبونية في توفير التعميمات بمجرد تراكم المعرفة، ويمكنها تطبيق المعرفة السابقة والتعلم على مجموعة حالات متنوعة.
تساعد الشبكات العصبونية في أداء دور شركات التسويق من خلال المساعدة الفعالة في تجزئة السوق وقياس الأداء مع تقليل التكاليف وتحسين الدقة. نظرًا لقدرتها على التعلم، ومرونتها، وتكيفها، واكتشافها للمعرفة، تقدم الشبكات العصبونية العديد من المزايا مقارنة بالنماذج التقليدية. يمكن استخدام الشبكات العصبونية للمساعدة في تصنيف الأنماط والتنبؤ وتحليل التسويق.

### تصنيف النمط
يمكن تسهيل تصنيف العملاء من خلال نهج الشبكة العصبونية الذي يسمح للشركات باتخاذ قرارات تسويقية مدروسة. وظفت شركة شبيغل مثالًا على ذلك، وهي شركة تتعامل في عمليات البريد المباشر التي تستخدم الشبكات العصبونية لتحسين الكفاءة. باستخدام برنامج طورته شركة نيورال وير، حددت شبيغل الخصائص الديمغرافية للعملاء الذين قاموا بعملية شراء واحدة والزبائن الذين قاموا بعمليات شراء متكررة. كانت الشبكات العصبونية آنذاك تستطيع تحديد الأنماط الأساسية وبالتالي تحديد العملاء الذين كانوا على الأرجح يكررون عملية الشراء. سمح فهم هذه المعلومات لشبيغل بتسهيل جهود التسويق وخفض التكاليف.

### تنبؤ
يعد تنبؤ المبيعات «عملية تقدير الأحداث المستقبلية بهدف توفير معايير لمراقبة الأداء الفعلي والحد من الارتياب». ظهرت تقنيات الذكاء الاصطناعي لتسهيل عملية التنبؤ من خلال زيادة الدقة في مجالات الطلب على المنتجات، والتوزيع، وتبدل الموظفين، وقياس الأداء ومراقبة المخزون. تتضمن أمثلة التنبؤ باستخدام الشبكات العصبونية؛ مساعد التسويق في شركة الطيران /خبير التكتيك، وهو تطبيق طورته بيهاب هيوريستكس والذي يتيح التنبؤ بطلب الركاب وما يترتب على ذلك من تخصيص المقاعد من خلال الشبكات العصبونية. استُخدم هذا النظام من قبل شركة الطيران الوطنية الكندية وخطوط الولايات المتحدة الجوية.

### تحليل التسويق
تقدم الشبكات العصبونية بديلًا مفيدًا للنماذج الإحصائية التقليدية نظرًا لموثوقيتها، وخصائصها في توفير الوقت وقدرتها على التعرف على الأنماط من البيانات غير المكتملة أو المشتتة. تتضمن أمثلة أنظمة تحليل التسويق نظام التسويق المستهدف الذي طورته شركة تشارتشل سستمز لشركة فيراتكس. يقوم نظام الدعم هذا بمسح قاعدة بيانات السوق لتحديد العملاء غير النشطين ما يسمح للإدارة باتخاذ القرارات المتعلقة بالعملاء الرئيسيين الذين يجب استهدافهم.
عند إجراء تحليل تسويقي، يمكن للشبكات العصبونية أن تساعد في جمع ومعالجة المعلومات التي تتراوح بين الخصائص الديمغرافية للمستهلكين وتاريخ الائتمان وأنماط شراء المستهلكين.
يسمح الذكاء الاصطناعي للمؤسسات «بتقديم تجربة إعلانية أكثر تخصيصًا لكل مستخدم، وتشكيل رحلة العميل، والتأثير على قرارات الشراء، وإنشاء ولاء للعلامة التجارية». («كيف!»). تسمح تقنية الذكاء الاصطناعي للمسوقين بفصل المستهلكين إلى شخصيات متميزة وفهم ما يحفّز مستهلكيهم. يمكنهم هنا التركيز على الاحتياجات الخاصة لجمهورهم وخلق علاقة طويلة الأمد مع العلامة التجارية (كوشمارو). في النهاية، تريد العلامات التجارية أن تنشئ هذا الولاء مع المستهلك، وسيسمح الذكاء الاصطناعي لها بتحقيق ذلك بشكل أفضل. وفقًا لـ«بيني ياكويل، مؤسس شركة أوبتيموف ورئيسها التنفيذي، «من خلال تحليل العملاء استنادًا إلى حركتهم بين الأجزاء عبر الوقت، يمكننا تحقيق تجزئة دقيقة ديناميكية وتنبؤ السلوك المستقبلي بطريقة دقيقة للغاية» (كوشمارو). تشكل القدرة على توقع سلوكيات المستهلكين في المستقبل أمرًا بالغ الأهمية. بهذه الطريقة، يمكن للمسوّقين التسويق للمستهلكين على وجه التحديد استنادًا إلى سلوكياتهم الحالية وتوقعات سلوكياتهم المستقبلية. سيتيح ذلك إقامة علاقة مخلصة بين المستهلك والعلامة التجارية وسيساعد الشركات في نهاية المطاف.

## استخدام الذكاء الاصطناعي في اتخاذ القرار التسويقي
يعد التسويق مجالًا معقدًا في اتخاذ القرار الذي ينطوي على درجة كبيرة من الحكم والحدس على حد سواء لصالح المسوق. تجعل الزيادة الهائلة في التعقيد التي يواجهها صانع القرار الفردي؛ عملية اتخاذ القرار مهمة شبه مستحيلة. يمكن لمحرك قرار التسويق المساعدة في تقليل الضوضاء. تم التسليم بضرورة إيجاد إجراءات إدارية أكثر كفاءة. يتمتع تطبيق الذكاء الاصطناعي على اتخاذ القرار من خلال نظام دعم القرار بالقدرة على مساعدة صانع القرار في التعامل مع الارتياب الحاصل في مشاكل القرارات. تعمل تقنيات الذكاء الاصطناعي بشكل متزايد على توسيع نطاق دعم القرار من خلال تحليل الاتجاهات وتوفير التوقعات وتقليل حمل المعلومات الزائد وتمكين التواصل اللازم لاتخاذ القرارات التعاونية والسماح بتحديث المعلومات.

## بنية القرارات التسويقية
تسعى المؤسسات جاهدة لتلبية احتياجات العملاء، مع إيلاء اهتمام خاص لرغباتهم. يتطلب النهج الموجه نحو المستهلك إنتاج السلع والخدمات التي تتماشى مع هذه الاحتياجات. يعمل فهم سلوك المستهلك على مساعدة المسوق في اتخاذ القرارات المناسبة. بالتالي، فإن اتخاذ القرار يعتمد على مشكلة التسويق، وصانع القرار، وبيئة القرار.

### نظام خبير
النظام الخبير هو برنامج حاسوبي يجمع معرفة الخبراء في محاولة لحل المشاكل من خلال محاكاة المعرفة واستنتاج الإجراءات التي يتبعها الخبراء. يتمتع كل نظام خبير بالقدرة على معالجة البيانات، ثم من خلال الاستنتاج، تحويلها إلى تقييمات وأحكام وآراء، وبالتالي تقديم المشورة للمشاكل المتخصصة.
يكون استخدام نظام خبير ينطبق على مجال التسويق هو مارككس (خبير السوق). تعمل أنظمة دعم القرار الذكية هذه كمستشارين للمسوقين، وتدعم صانع القرار في مراحل مختلفة، وتحديدًا في عملية تطوير المنتجات الجديدة. يوفر البرنامج تحليلًا منتظمًا يستخدم أساليب مختلفة للتنبؤ وتحليل البيانات واتخاذ القرارات متعددة المعايير لتحديد أنسب إستراتيجية للتغلغل. يعد براندفريم مثالًا آخرًا على نظام مطور لمساعدة المسوقين في عملية اتخاذ القرار. يدعم النظام مدير العلامة التجارية من حيث تحديد سمات العلامة التجارية وقنوات البيع بالتجزئة والعلامات التجارية المنافِسة والأهداف والميزانيات. تُدخل مدخلات تسويقية جديدة إلى النظام حيث يقوم براندفريم بتحليل البيانات. يقدم النظام توصيات فيما يتعلق بأدوات المزيج التسويقي، مثل خفض السعر أو بدء حملة ترويجية للمبيعات.